# Saillenard
Saillenard is een gemeente in het Franse departement Saône-et-Loire (regio Bourgogne-Franche-Comté) en telt 561 inwoners (1999). De plaats maakt deel uit van het arrondissement Louhans.

## Geografie
De oppervlakte van Saillenard bedraagt 17,6 km², de bevolkingsdichtheid is 31,9 inwoners per km².
De onderstaande kaart toont de ligging van Saillenard met de belangrijkste infrastructuur en aangrenzende gemeenten.

## Demografie
Onderstaande figuur toont het verloop van het inwonertal (bron: INSEE-tellingen).